# Concert per a violoncel núm. 1 (Schnittke)
El Concert per a violoncel núm. 1 va ser compost per Alfred Schnittke entre el 1985 i 1986. Amb una durada aproximada de 40 minuts, va ser escrit per a l'íntima amiga de Schnittke, la violoncel·lista russa Natàlia Gutman. Schnittke va poder estar present a la primera representació del seu concert per a violoncel núm. 1 a Múnic el 7 de maig de 1986, a càrrec de la dedicada i la Münchner Philharmoniker dirigida per Eri Klas.

## Moviments
- I Pesante – Moderato
- II Largo
- III Allegro vivace
- IV Largo